# Asura eldola
Asura eldola är en fjärilsart som beskrevs av Swinhoe 1901. Asura eldola ingår i släktet Asura och familjen björnspinnare. Inga underarter finns listade i Catalogue of Life.